# Marina Duisburg

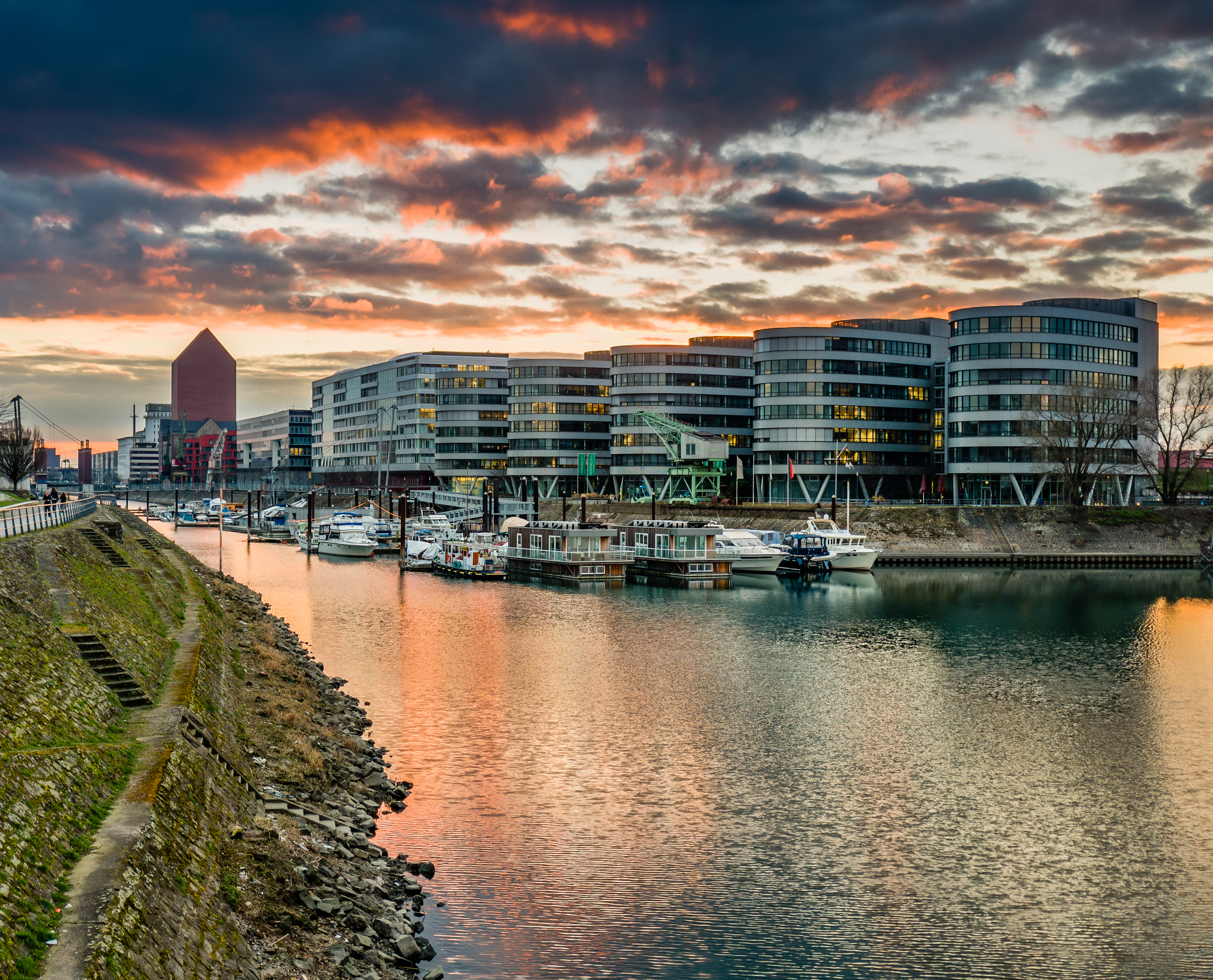
Yachthafen bei Sonnenuntergang

Die Marina Duisburg ist ein Yachthafen im Innenhafen von Duisburg.
Marina Duisburg liegt vor den Gebäuden Hitachi Power Office und Five Boats an der Buckelbrücke auf der Nordseite des Hafenbeckens unmittelbar vor dem Holzhafen. Sie hat 133 Dauerliegeplätze sowie Plätze für Tagesgäste und kann Boote von sechs bis zwanzig Metern Länge an insgesamt acht Stegen aufnehmen. Typische Serviceanlagen wie Tankstelle, Sanitärgebäude und Schmutzwasserabsaugung sind vorhanden. Betreiber ist die Innenhafen Duisburg Entwicklungsgesellschaft mbH (IDE).
Errichtet wurde die Marina im Jahr 2001 nach dem Masterplan von Sir Norman Foster and Partners. Zuvor hatte es seit 1978 ein Clubhaus der Marinekameradschaft Duisburg am Holzhafen gegeben.
Die Marina Duisburg ist Teil der Route der Industriekultur.

## Bilder

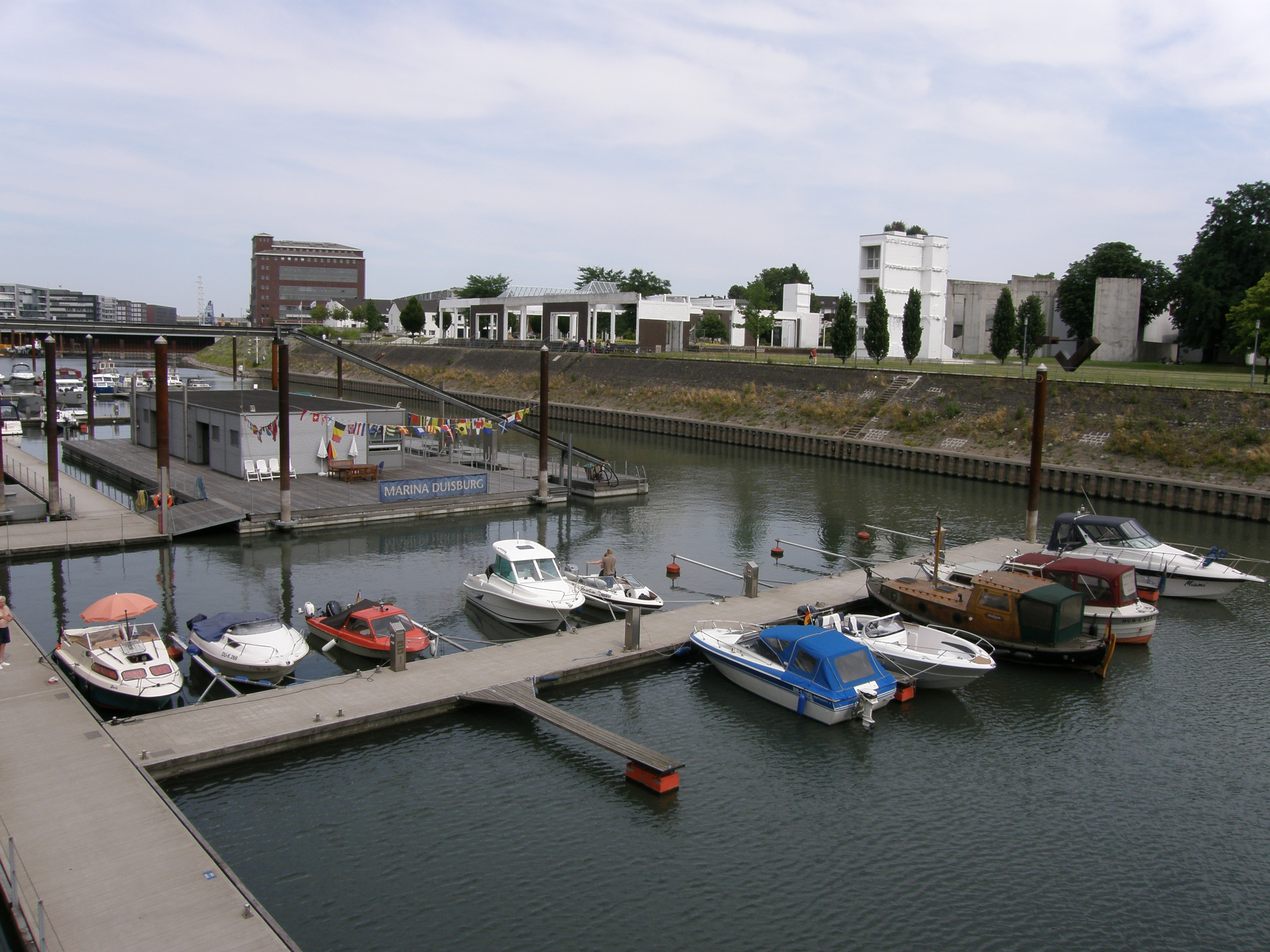
Blick …
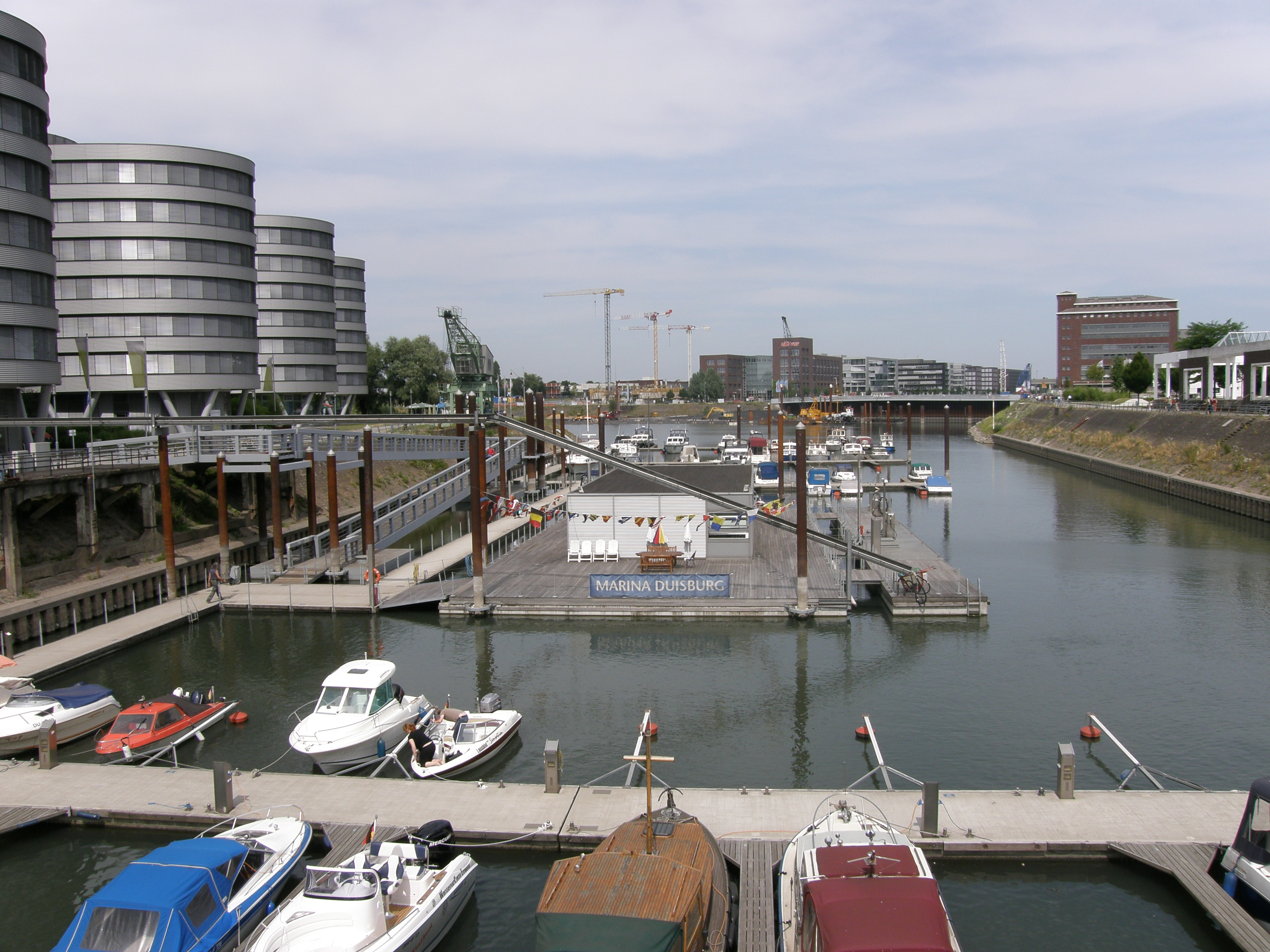
… von der …
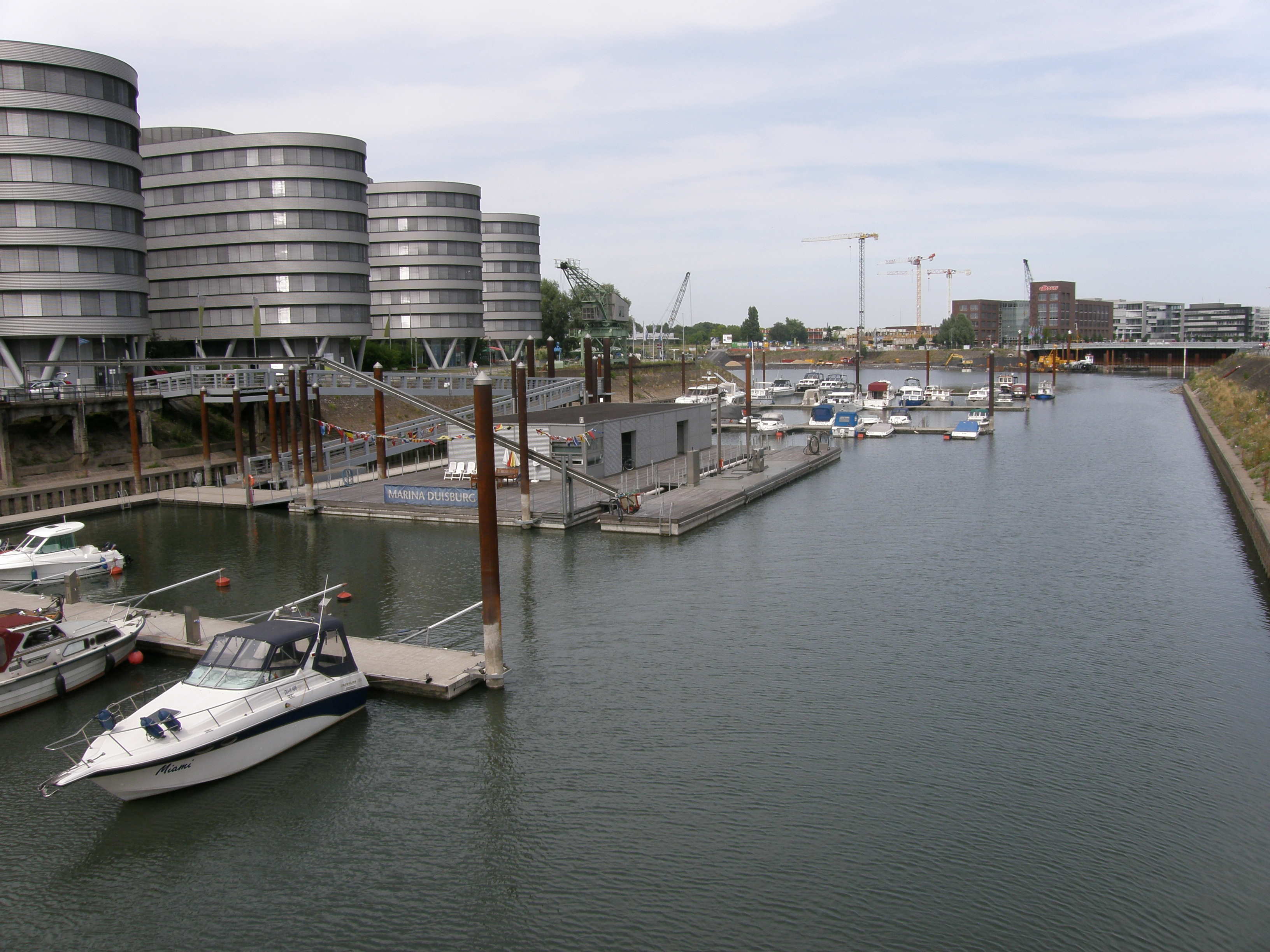
… Buckelbrücke
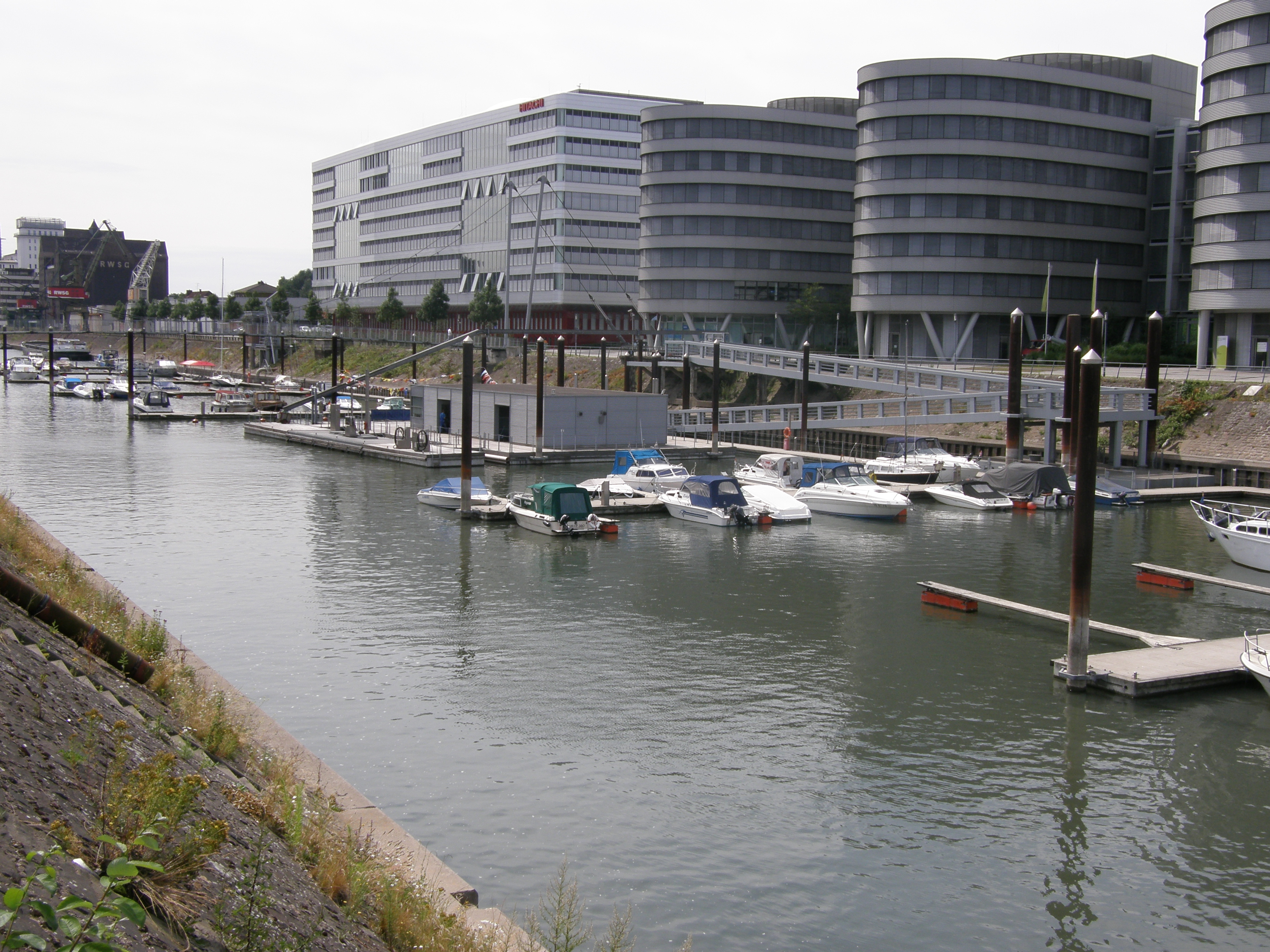
und von gegenüber
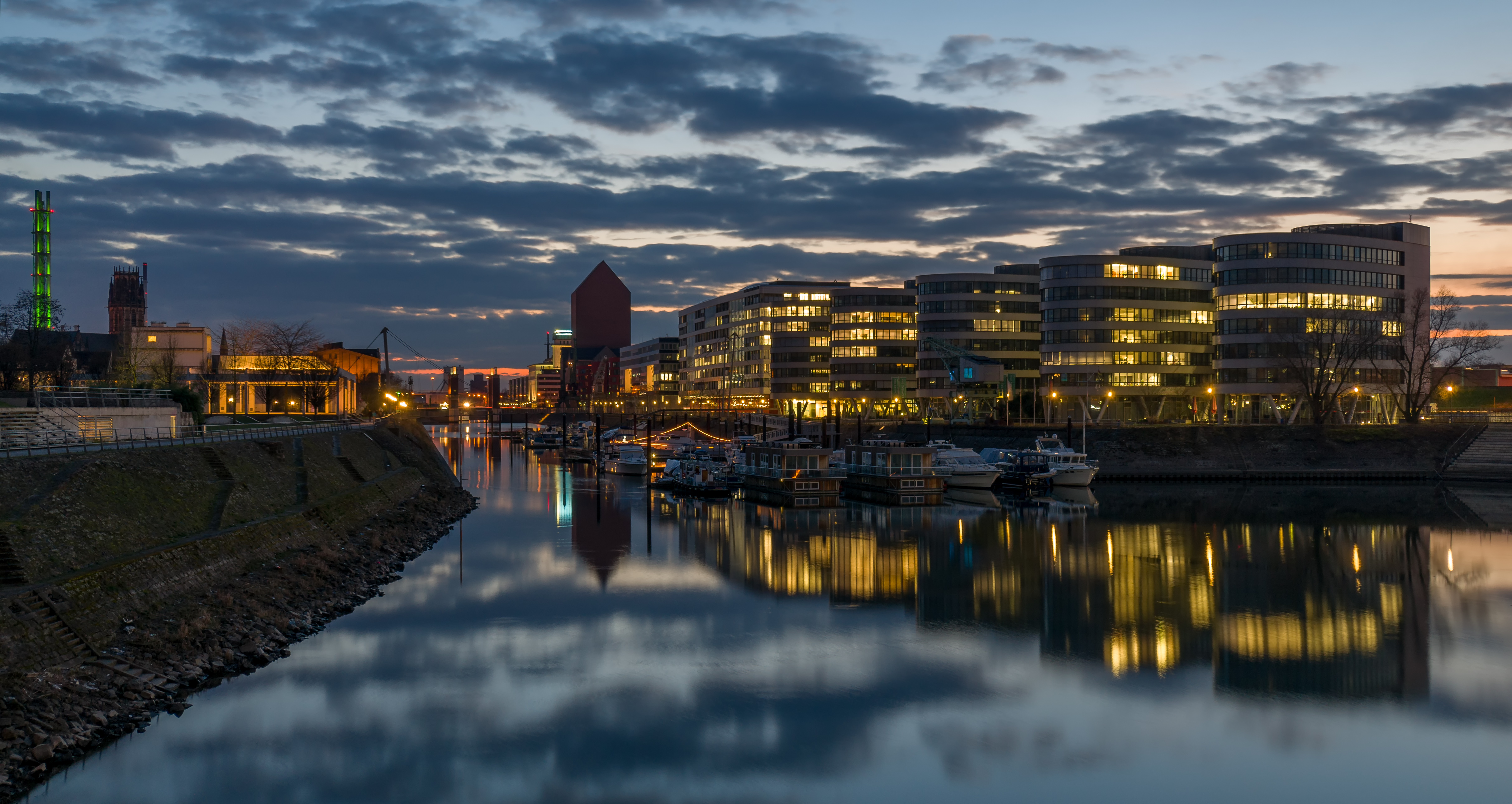
am Abend.